# Liga Leumit 1990-1991 (pallacanestro)
La Liga Leumit 1990-1991 è stata la 37ª edizione del massimo campionato israeliano di pallacanestro maschile. La vittoria finale è stata ad appannaggio del Maccabi Tel Aviv.

## Regular season
|  |     | Squadra               | G  | V  | P  | PF   | PS   | PF/PS | Pt | Qualificazione            |
|  | --- | --------------------- | -- | -- | -- | ---- | ---- | ----- | -- | ------------------------- |
|  | 1.  | Maccabi Tel Aviv      | 20 | 17 | 3  | 1912 | 1665 | +247  | 37 | playoffs                  |
|  | 2.  | Maccabi Rishon LeZion | 20 | 16 | 4  | 1901 | 1829 | +72   | 36 | playoffs                  |
|  | 3.  | Hapoel Tel Aviv       | 20 | 13 | 7  | 1815 | 1742 | +73   | 33 | playoffs                  |
|  | 4.  | Hapoel Gerusalemme    | 20 | 12 | 8  | 1744 | 1622 | +122  | 32 | playoffs                  |
|  | 5.  | Hapoel Holon          | 20 | 11 | 9  | 1777 | 1686 | +91   | 31 |                           |
|  | 6.  | Hapoel Galil Elyon    | 20 | 11 | 9  | 1774 | 1777 | -3    | 31 |                           |
|  | 7.  | Maccabi Haifa         | 20 | 9  | 11 | 1781 | 1860 | -79   | 29 |                           |
|  | 8.  | Maccabi Ramat Gan     | 20 | 7  | 13 | 1736 | 1807 | -71   | 27 |                           |
|  | 9.  | Beitar Tel Aviv       | 20 | 5  | 15 | 1782 | 1933 | -151  | 25 |                           |
|  | 10. | Ramat HaSharon        | 20 | 5  | 15 | 1853 | 1991 | -138  | 25 |                           |
|  | 11. | Hapoel Gvat           | 20 | 4  | 16 | 1674 | 1837 | -163  | 24 | retrocesso in Liga Artzit |

## Playoffs
|  | Semifinali         | Semifinali         | Semifinali         | Semifinali         | Semifinali | Semifinali | Semifinali |  |  | Finale             | Finale             | Finale             | Finale | Finale | Finale | Finale |  |
|  |                    |                    |                    |                    |            |            |            |  |  |                    |                    |                    |        |        |        |        |  |
|  | Maccabi Tel Aviv   | Maccabi Tel Aviv   | Maccabi Tel Aviv   | Maccabi Tel Aviv   | 128        | 88         | 86         |  |  |                    |                    |                    |        |        |        |        |  |
|  | H. Gerusalemme     | H. Gerusalemme     | H. Gerusalemme     | H. Gerusalemme     | 88         | 77         | 76         |  |  | Maccabi Tel Aviv   | Maccabi Tel Aviv   | Maccabi Tel Aviv   | 112    | 95     | 100    | 107    |  |
|  | Mac. Rishon LeZion | Mac. Rishon LeZion | Mac. Rishon LeZion | Mac. Rishon LeZion | 87         | 88         | 99         |  |  | Mac. Rishon LeZion | Mac. Rishon LeZion | Mac. Rishon LeZion | 89     | 96     | 68     | 99     |  |
|  | Hapoel Tel Aviv    | Hapoel Tel Aviv    | Hapoel Tel Aviv    | Hapoel Tel Aviv    | 84         | 77         | 96         |  |  |                    |                    |                    |        |        |        |        |  |

## Squadra vincitrice
|    | Naz.                                        | Ruolo | Sportivo       | Anno | Alt. |  |  |
| -- | ------------------------------------------- | ----- | -------------- | ---- | ---- |  |  |
| 4  | Israele (bandiera)                          | AG    | Nadav Henefeld | 1968 | 200  |  |  |
| 5  | Israele (bandiera)                          | A     | Motti Daniel   | 1963 | 198  |  |  |
| 6  | Israele (bandiera)                          | G     | Chen Lippin    | 1965 | 184  |  |  |
| 7  | Israele (bandiera)                          | G     | Zion Kuba      | 1971 | 191  |  |  |
| 8  | Stati Uniti (bandiera) · Israele (bandiera) | C     | LaVon Mercer   | 1958 | 208  |  |  |
| 9  | Israele (bandiera)                          | P     | Guy Goodes     | 1971 | 190  |  |  |
| 10 | Stati Uniti (bandiera) · Israele (bandiera) | G     | Willie Sims    | 1958 | 193  |  |  |
| 11 | Stati Uniti (bandiera)                      | AG    | Donald Royal   | 1966 | 204  |  |  |
| 12 | Israele (bandiera)                          | G     | Doron Jamchi   | 1961 | 198  |  |  |
| 13 | Stati Uniti (bandiera)                      | AG    | Ed Horton      | 1967 | 203  |  |  |
| 14 | Israele (bandiera)                          | C     | Itzhak Cohen   | 1968 | 204  |  |  |
| 15 | Israele (bandiera)                          | C     | Dror Bardichev | 1967 | 208  |  |  |
| 21 | Israele (bandiera)                          | PG    | Harel Gadot    | 1971 | 183  |  |  |
|    | Israele (bandiera)                          | ALL   | Zvika Sherf    |      |      |  |  |